# Punische Felsgräber in Nordafrika
Punische Felsgräber in Nordafrika finden sich im nördlichen Tunesien und im Nordosten Algeriens. Die Punier sollen die Bauform aus der Levante mitgebracht haben.

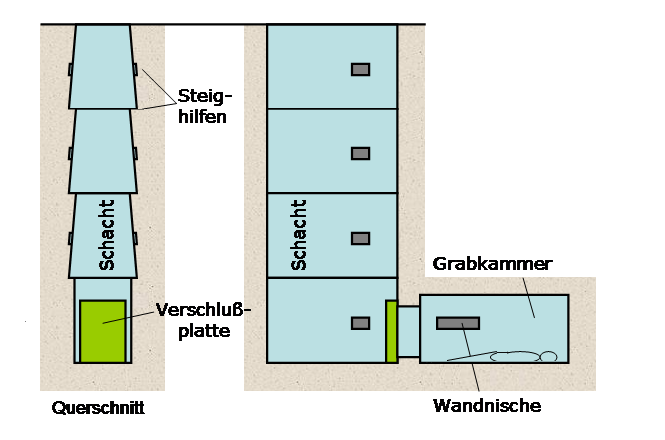
Tuvixeddu - Punisches Grab (Quer- links und Längsschnitt rechts)

Ein ursprünglicher Typ des punischen Felskammergrabes tritt vor allem im Kernland der punischen Herrschaft in Nordafrika (814–146 v. Chr.) zwischen dem Cap Blanc und der Halbinsel Kap Bon auf. Es handelt sich um rechteckige, unterirdische Felskammern, die über Treppen zu erreichen sind, die ebenfalls aus dem Fels geschlagen wurden. Einfachere Gräber haben (wie in Tuvixeddu auf Sardinien) einen rechteckigen Schacht, der senkrecht in den Fels abgetieft worden ist. In den nordafrikanischen Gräbern wurden die Verstorbenen in Sarkophagen beigesetzt, ein phönizisch/punisches Charakteristikum.

## Haouanet

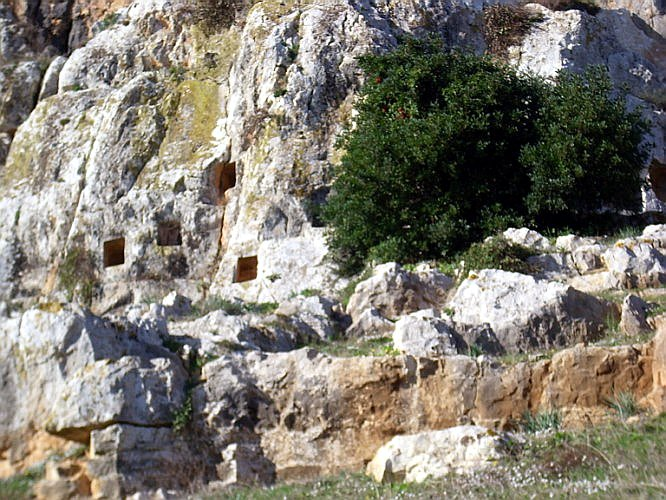
Haouanets von Chaouach

Im Grenzbereich des punischen Kernlandes entstand mit den Haouanet ein anderer Typ des Felskammergrabes. Dieser eigenständige Typ wird mit dem arabischen Wort für Laden als Hanout (Plural: Haouanet) bezeichnet und erinnert an einen Kiosk, der aus dem Fels geschlagen wurde. Die Haouanet stellen offenbar eine Weiterentwicklung des punischen Felsgrabtyps dar. Sie sind vollständig aus dem Fels herausgearbeitet, wobei aus dem Gelände aufragende Felsnasen und Vorsprünge genutzt wurden um einen horizontalen Zugang zur Kammer zu schaffen. Die Datierung dieser Anlagen ist offen.